# Shin'onsen (Hyōgo)
Shin'onsen (新温泉町 Shin'onsen-chō?) es un pueblo localizado en la prefectura de Hyōgo, Japón. En junio de 2019 tenía una población estimada de 13 721 habitantes y una densidad de población de 56,9 personas por km². Su área total es de 241,01 km².

## Geografía

### Localidades circundantes
- Prefectura de Hyōgo
  - Kami
- Prefectura de Tottori
  - Tottori
  - Iwami
  - Wakasa

## Demografía
Según datos del censo japonés, la población de Shin'onsen ha disminuido en los últimos años.
| Año del censo | Población |
| ------------- | --------- |
| 1995          | 19 629    |
| 2000          | 18 601    |
| 2005          | 17 467    |
| 2010          | 16 004    |
| 2015          | 14 819    |